# Opschuiving

Schematisch diagram van een opschuiving

Een opschuiving (opschuivingsbreuk, Engels: reverse fault) is een geologische breuk als gevolg van compressie. Hierbij wordt een blok langs het breukvlak naar boven geduwd, waardoor dat blok gedeeltelijk boven het andere komt te liggen. 
Indien het breukvlak van de opschuiving slechts een geringe helling heeft (<30°), wordt de term overschuiving (Engels: thrust fault) gebruikt. Overschuivingen zijn algemene breukvormen die gevormd worden bij het proces van orogenese.